# Milan Grman
Milan Grman (* 25. August 1969 in Topoľčany) ist ein ehemaliger tschechoslowakischer Tischtennisspieler. Er holte sowohl bei der Europameisterschaft 1986 als auch bei der Weltmeisterschaft 1991 Bronze im Mannschaftswettbewerb, fünfmal gewann er Titel bei Jugend-Europameisterschaften.

## Werdegang
Milan Grman erlernte das Tischtennisspiel im Alter von sechs Jahren von seinem Vater, der in der slowakischen Nationalliga spielte. Er begann mit dem Tischtennissport beim Verein STO Spartak ZŤS Topoľčany. Gefördert wurde er von den Trainern Ľuboš Goga und Ludvík Vyhnanovský. Im Alter von 13 Jahren wurde Grman zum Leistungszentrum Sparta Prag delegiert und von Václav Ostravický trainiert. Nachdem drei Jahre später in Bratislava ein zweites Leistungszentrum für den tschechoslowakischen Tischtennissport eingerichtet wurde, setzte Grman seine Ausbildung bei Lokomotíva Bratislava fort.
Seine größten Erfolge erzielte Grman im Jugendbereich. Bei Jugend-Europameisterschaften gewann er fünf Gold- und fünf Silbermedaillen:
- 1983 – Kadetten: Gold im Einzel und Doppel mit Josef Braun
- 1984 – Kadetten: Silber im Einzel, Gold im Doppel mit Vladimír Mihočko jun. und Gold mit der Mannschaft
- 1984 – Junioren: Silber im Mixed mit Renata Kasalová
- 1985 – Junioren: Silber im Doppel mit Josef Braun und Mixed mit Renata Kasalová
- 1986 – Junioren: Silber im Doppel mit Josef Braun und Gold im Mixed mit Renata Kasalová

Von 1985 bis 2000 wurde Milan Grman neunmal für Weltmeisterschaften nominiert. Dabei erreichte er 1991 mit der Mannschaft das Halbfinale. Mehrmals nahm er an Europameisterschaften teil. Auch hier war sein größter Erfolg die Bronzemedaille im Teamwettbewerb 1986.
Im Doppel wurde er zweimal tschechoslowakischer Meister; 1985 mit Jindřich Panský und 1991 mit Tomáš Jančí. Im Jahre 1992 wurde Grman letzter tschechoslowakischer Meister im Einzel.
1986 gewann Grman in Hlohovec die slowakische Meisterschaft im Einzel und zusammen mit Vladimír Mihočko jun. auch im Doppel. Weitere slowakische Meistertitel im Doppel folgten 1987 (mit Roland Vími), 1988 (mit Anton Kutiš) sowie 1994–1996 (jeweils mit Tomáš Jančí).
Von 1986 bis 1990 war Milan Grman für den Verein Lokomotíva Bratislava aktiv und wurde dort von Viliam Polakovič und Vladimír Mihočko sen. trainiert.

## Aktivitäten in Deutschland und Österreich
In den 1990er Jahren spielte Milan Grman bei mehreren deutschen Vereinen. 1991 wechselte er von Dukla Trencin zum  ATSV Saarbrücken., ein Jahr später zum TSV Elektronik Gornsdorf. Von 1993 bis 1996 spielte er mit dem Verein SKST Sporitelna Bratislava in der europäischen Superliga. 1996 schloss er sich dem Verein SV Dresden-Mitte an.
Seit Ende der 1990er Jahre war er in der österreichischen Bundesliga aktiv, zunächst beim TTC Moldan Kuchl, ab 2002 bei Waldegg Linz. Im Jahre 2010 kehrte Grman in die Slowakei zurück und spielte für zwei Spielzeiten in der A-Mannschaft des Drittligisten Polstrav Bystričany.

## Turnierergebnisse
| Verband | Veranstaltung                         | Jahr | Ort             | Land | Einzel     | Doppel        | Mixed         | Team  |
| ------- | ------------------------------------- | ---- | --------------- | ---- | ---------- | ------------- | ------------- | ----- |
| TCH     | Europameisterschaft                   | 1988 | Paris           | FRA  |            | Viertelfinale | Viertelfinale |       |
| TCH     | Jugend-Europameisterschaft (Kadetten) | 1984 | Linz            | AUT  | Silber     | Gold          |               | 1     |
| TCH     | Jugend-Europameisterschaft (Kadetten) | 1983 | Malmö           | SWE  | Gold       | Gold          |               |       |
| TCH     | Jugend-Europameisterschaft (Junioren) | 1986 | Louvin La Neuve | BEL  |            | Silber        | Gold          |       |
| TCH     | Jugend-Europameisterschaft (Junioren) | 1985 | Den Haag        | NED  |            | Silber        | Silber        |       |
| TCH     | Jugend-Europameisterschaft (Junioren) | 1984 | Linz            | AUT  |            |               | Silber        |       |
| SVK     | Pro Tour                              | 1997 | Linz            | AUT  | letzte 64  | letzte 32     |               |       |
| SVK     | Pro Tour                              | 1997 | Melbourne       | AUS  | letzte 16  | Halbfinale    |               |       |
| SVK     | Weltmeisterschaft                     | 2000 | Kuala Lumpur    | MAS  |            |               |               | 21-24 |
| TCH     | Weltmeisterschaft                     | 1999 | Eindhoven       | NED  | letzte 128 | letzte 64     | keine Teiln.  |       |
| SVK     | Weltmeisterschaft                     | 1997 | Manchester      | ENG  | letzte 16  | Rd 2          | letzte 64     | 18    |
| SVK     | Weltmeisterschaft                     | 1995 | Tianjin         | CHN  | Qual       | Qual          | letzte 64     | 23    |
| SVK     | Weltmeisterschaft                     | 1993 | Göteborg        | SWE  | Qual       | Qual          | Qual          | 33    |
| TCH     | Weltmeisterschaft                     | 1991 | Chiba City      | JPN  | letzte 128 | letzte 64     | letzte 128    | 3     |
| TCH     | Weltmeisterschaft                     | 1989 | Dortmund        | FRG  | letzte 32  | Qual          | Qual          | 14    |
| TCH     | Weltmeisterschaft                     | 1987 | New Delhi       | IND  | letzte 32  | letzte 32     | letzte 16     | 14    |
| TCH     | Weltmeisterschaft                     | 1985 | Göteborg        | SWE  | letzte 128 | Qual          | Qual          | 7     |